# Oenothera wigginsii
Oenothera wigginsii är en dunörtsväxtart som beskrevs av W. Klein. Oenothera wigginsii ingår i släktet nattljussläktet, och familjen dunörtsväxter. Inga underarter finns listade i Catalogue of Life.